# Сербія і Чорногорія на літніх Олімпійських іграх 2004
Сербія і Чорногорія на літніх Олімпійських іграх 2004 року в Афінах була представлена 85 спортсменами (78 чоловіками і 7 жінками) в 14 видах спорту — легка атлетика, баскетбол, веслування на байдарках і каное, велоспорт, футбол, дзюдо, академічне веслування, стрільба, плавання, настільний теніс, теніс, волейбол, водне поло і боротьба. Прапороносцем на церемонії відкриття Олімпіади був баскетболіст Деян Бодирога.
Це була третя й остання спільна поява країни на літніх Олімпійських іграх до того, як Сербія та Чорногорія стали незалежними країнами. Команда здобула дві срібні медалі: зі стрільби та водного поло.

## Медалісти
| Медаль | Спрортсмени | Вид спорту | Дисципліна                               |
| ------ | --- | ---------- | ---------------------------------------- |
| Срібло | Ясна Шекарич | Стрільба   | пневматичний пістолет, 10 метрів (жінки) |
| Срібло | Чоловіча збірна Сербії та Чорногорії з водного поло - Владимир Вуясинович - Денис Шефик - Петар Трбоєвич - Ваня Удовичич - Слободан Никич - Александар Шапич - Деян Савич - Віктор Єленич - Предраг Йокич - Нікола Куляча - Александар Чирич - Владимир Гойкович - Данило Ікодинович | Водне поло | чоловіки                                 |

## Академічне веслування
| Спортсмени                                                  | Дисципліна                      | Гіти    | Гіти   | Втішний раунд | Втішний раунд | Півфінали | Півфінали | Фінали  | Фінали |
| Спортсмени                                                  | Дисципліна                      | Час     | Місце  | Час           | Місце         | Час       | Місце     | Час     | Місце  |
| ----------------------------------------------------------- | ------------------------------- | ------- | ------ | ------------- | ------------- | --------- | --------- | ------- | ------ |
| Младен Стегич Нікола Стоїч                                  | двійки, чоловіки                | 6:58.11 | 2 SA/B | Bye           | Bye           | 6:27.50   | 2 FA      | 6:39.74 | 5      |
| Ненад Бабович Горан Неделькович Мілош Томич Велько Урошевич | четвірки, легка вага (чоловіки) | 5:56.12 | 4 R    | 5:54.27       | 2 SA/B        | 6:00.07   | 5 FB      | 6:19.00 | 7      |

## Баскетбол

### Чоловічий турнір
Склад команди
- Центрові: Ненад Крстич, Петар Попович, Деян Томашевич
- Легкі форварди: Зарко Кабаркапа, Мілан Гурович, Александар Павлович, Владимир Радманович
- Важкі форварди: Вуле Авдалович, Деян Бодирога, Ігор Ракочевич, Владо Щепанович, Мілош Вуянич

Головний тренер: Зелімір Обрадович
Груповий етап
| Поз | Команда              | І | В | П | ОЗ  | ОП  | РГ  | О  | Кваліфікація         |
| --- | -------------------- | - | - | - | --- | --- | --- | -- | -------------------- |
| 1   | Іспанія              | 5 | 5 | 0 | 405 | 349 | +56 | 10 | Чвертьфінал          |
| 2   | Італія               | 5 | 3 | 2 | 371 | 341 | +30 | 8  | Чвертьфінал          |
| 3   | Аргентина            | 5 | 3 | 2 | 414 | 396 | +18 | 8  | Чвертьфінал          |
| 4   | КНР                  | 5 | 2 | 3 | 303 | 382 | −79 | 7  | Чвертьфінал          |
| 5   | Нова Зеландія        | 5 | 1 | 4 | 399 | 413 | −14 | 6  | Плей-офф за 9 місце  |
| 6   | Сербія та Чорногорія | 5 | 1 | 4 | 377 | 388 | −11 | 6  | Плей-офф за 11 місце |

Матчі
| 15 серпня 16:45 |                                                                      | Аргентина | 83–82                                                                        | Сербія та Чорногорія |  | Крита баскетбольна площадка імені Нікоса Галіса в OAKA, Афіни Глядачів: 10,500 Судді: Віргініюс Довідавіціус (Литва) Хосе Карріон (Пуерто-Рико) |
| 15 серпня 16:45 | Рахунок за чвертями: 27–15, 22–24, 12–20, 22–23                      |           |                                                                              |                      |  | Крита баскетбольна площадка імені Нікоса Галіса в OAKA, Афіни Глядачів: 10,500 Судді: Віргініюс Довідавіціус (Литва) Хосе Карріон (Пуерто-Рико) |
| 15 серпня 16:45 | Очки: Ману Гінобілі 27 Підб.: Рубен Волковискі 6 РП: Ману Гінобілі 3 |           | Очки: Владимир Радманович 21 Підб.: Деян Томашевич 10 РП: 3 гравці по 1 each |                      |  | Крита баскетбольна площадка імені Нікоса Галіса в OAKA, Афіни Глядачів: 10,500 Судді: Віргініюс Довідавіціус (Литва) Хосе Карріон (Пуерто-Рико) |

| 17 серпня 16:45 |                                                                       | Сербія та Чорногорія | 74–72 | Італія |  | Олімпійська закрита арена Еллініко, Афіни Глядачів: 12,500 Судді: Хосе Ронфіні (Мексика) Шон Корбін (США) |
| 17 серпня 16:45 | Рахунок за чвертями: 16–17, 20–19, 19–14, 19–22                       |                      | |        |  | Олімпійська закрита арена Еллініко, Афіни Глядачів: 12,500 Судді: Хосе Ронфіні (Мексика) Шон Корбін (США) |
| 17 серпня 16:45 | Очки: Ігор Ракочевич 19 Підб.: Деян Томашевич 12 РП: Деян Томашевич 5 |                      | Очки: Массімо Буллері 15 Підб.: Роберто Чіаціг, Нікола Радулович 5 each РП: Массімо Буллері, Жанмарко Поццекко 2 each |        |  | Олімпійська закрита арена Еллініко, Афіни Глядачів: 12,500 Судді: Хосе Ронфіні (Мексика) Шон Корбін (США) |

| 19 серпня 9:00 |                                                                    | Сербія та Чорногорія | 87–90                                                     | Нова Зеландія |  | Олімпійська закрита арена Еллініко, Афіни Глядачів: 4,200 Судді: Хорхе Васкес (Пуерто-Рико) Філіппе Ліманн (Швейцарія) |
| 19 серпня 9:00 | Рахунок за чвертями: 20–22, 24–17, 22–16, 21–35                    |                      |                                                           |               |  | Олімпійська закрита арена Еллініко, Афіни Глядачів: 4,200 Судді: Хорхе Васкес (Пуерто-Рико) Філіппе Ліманн (Швейцарія) |
| 19 серпня 9:00 | Очки: Деян Бодирога 25 Підб.: Деян Бодирога 6 РП: Ігор Ракочевич 2 |                      | Очки: Кірк Пенні 15 Підб.: Шон Маркс 5 РП: Марк Діккель 6 |               |  | Олімпійська закрита арена Еллініко, Афіни Глядачів: 4,200 Судді: Хорхе Васкес (Пуерто-Рико) Філіппе Ліманн (Швейцарія) |

| 21 серпня 11:15 |                                                                                              | Іспанія | 76–68                                                               | Сербія та Чорногорія |  | Олімпійська закрита арена Еллініко, Афіни Глядачів: 10,350 Судді: Ренато Сантош (Бразилія) Хосе Монфіні (Мексика) |
| 21 серпня 11:15 | Рахунок за чвертями: 18–14, 13–17, 20–21, 25–16                                              |         |                                                                     |                      |  | Олімпійська закрита арена Еллініко, Афіни Глядачів: 10,350 Судді: Ренато Сантош (Бразилія) Хосе Монфіні (Мексика) |
| 21 серпня 11:15 | Очки: Хосе Кальдерон 15 Підб.: Феліпе Реєс 6 РП: Хорхе Гарбахоса, Хуан Карлос Наварро 3 each |         | Очки: Деян Бодирога 14 Підб.: Деян Томашевич 9 РП: Ігор Ракочевич 3 |                      |  | Олімпійська закрита арена Еллініко, Афіни Глядачів: 10,350 Судді: Ренато Сантош (Бразилія) Хосе Монфіні (Мексика) |

| 23 серпня 16:45 |                                                                        | Сербія та Чорногорія | 66–67                                         | КНР |  | Олімпійська закрита арена Еллініко, Афіни Глядачів: 11,150 Судді: Христос Христодулу (Греція) Майкл Айлен (Австралія) |
| 23 серпня 16:45 | Рахунок за чвертями: 21–16, 13–15, 20–20, 12–16                        |                      |                                               |     |  | Олімпійська закрита арена Еллініко, Афіни Глядачів: 11,150 Судді: Христос Христодулу (Греція) Майкл Айлен (Австралія) |
| 23 серпня 16:45 | Очки: Предраг Дробняк 17 Підб.: Деян Томашевич 11 РП: Деян Томашевич 4 |                      | Очки: Яо Мін 27 Підб.: Яо Мін 13 РП: Лю Вей 3 |     |  | Олімпійська закрита арена Еллініко, Афіни Глядачів: 11,150 Судді: Христос Христодулу (Греція) Майкл Айлен (Австралія) |

Матч за 11 місце
| 24 серпня 14:30 | 11 місце | Сербія та Чорногорія                                                  | 85–62 | Ангола                                                                                   |  | Олімпійська закрита арена Еллініко, Афіни Глядачів: 3,625 Судді: Віценте Булто (Іспанія) Алехандро Чіті (Аргентина) |
| 24 серпня 14:30 | 11 місце | Рахунок за чвертями: 18–10, 16–15, 27–19, 24–18                       |       |                                                                                          |  | Олімпійська закрита арена Еллініко, Афіни Глядачів: 3,625 Судді: Віценте Булто (Іспанія) Алехандро Чіті (Аргентина) |
| 24 серпня 14:30 | 11 місце | Очки: Владо Щепанович 18 Підб.: Ненад Крстич 12 РП: Владо Щепанович 4 |       | Очки: Герсон Монтейро 26 Підб.: Абдел Букар 7 РП: Карлос Алмейда, Владо Щепанович 2 each |  | Олімпійська закрита арена Еллініко, Афіни Глядачів: 3,625 Судді: Віценте Булто (Іспанія) Алехандро Чіті (Аргентина) |

## Боротьба
Чоловіки
Греко-римська боротьба
| Спортсмен      | Дисципліна | Попередні поєдинки          | Попередні поєдинки                    | Попередні поєдинки | Чвертьфінал        | Півфінал           | Фінал              | Фінал |
| Спортсмен      | Дисципліна | Суперник Результат          | Суперник Результат                    | Місце              | Суперник Результат | Суперник Результат | Суперник Результат | Місце |
| -------------- | ---------- | --------------------------- | ------------------------------------- | ------------------ | ------------------ | ------------------ | ------------------ | ----- |
| Давор Штефанек | −60 кг     | Сідні Гусман (PER) L 1–3 PP | Макото Сасамото Makoto (JPN) L 1–3 PP | 3                  | не пройшов         | не пройшов         | не пройшов         | 18    |

## Велоспорт
| Спортсмен   | Дисципліна                      | Час          | Місце        |
| ----------- | ------------------------------- | ------------ | ------------ |
| Іван Стевич | групова шосейна гонка, чоловіки | не фінішував | не фінішував |

## Веслування на байдарках і каное
Спринт
| Спортсмен                    | Змагання                               | Гіт      | Гіт   | Півфінал | Півфінал | Фінал      | Фінал      |
| Спортсмен                    | Змагання                               | Час      | Місце | Час      | Місце    | Час        | Місце      |
| ---------------------------- | -------------------------------------- | -------- | ----- | -------- | -------- | ---------- | ---------- |
| Огнєн Филипович Драган Зорич | 500 метрів, байдарки-двійки, чоловіки  | 1:31.985 | 3 q   | 1:32.150 | 4        | не пройшли | не пройшли |
| Огнєн Филипович Драган Зорич | 1000 метрів, байдарки-двійки, чоловіки | 3:19.299 | 6 q   | 3:58.793 | 8        | не пройшли | не пройшли |

## Водне поло

### Чоловічий турнір
Груповий етап
|  | Кваліфікувалися до півфіналу    |
|  | Кваліфікувалися до чвертьфіналу |

| Team                 | GP | W | D | L | GF | GA | GD  | Pts |
| -------------------- | -- | - | - | - | -- | -- | --- | --- |
| Угорщина             | 5  | 5 | 0 | 0 | 44 | 27 | +17 | 10  |
| Сербія та Чорногорія | 5  | 4 | 0 | 1 | 37 | 26 | +11 | 8   |
| Росія                | 5  | 3 | 0 | 2 | 32 | 28 | +4  | 6   |
| США                  | 5  | 2 | 0 | 3 | 32 | 37 | -5  | 4   |
| Хорватія             | 5  | 1 | 0 | 4 | 35 | 41 | -6  | 2   |
| Казахстан            | 5  | 0 | 0 | 5 | 21 | 42 | -21 | 0   |

| 15 серпня 2004 10:45 |                                          | {{{teamA}}} | –             | {{{teamB}}} |  |
| 15 серпня 2004 10:45 | Рахунок за періодами: 1-0, 2-3, 1-0, 0-3 |             |               |             |  |
| 15 серпня 2004 10:45 | Петар Трбоєвич 2                         | Голів       | Дьордь Кішш 2 |             |  |

| 17 серпня 2004 17:45 |                                          | {{{teamA}}} | – | {{{teamB}}} |  |
| 17 серпня 2004 17:45 | Рахунок за періодами: 1-1, 1-1, 0-1, 1-1 |             |   |             |  |
| 17 серпня 2004 17:45 | Петар Трбоєвич 2                         | Голів       |   |             |  |

| 19 серпня 2004 09:30 |                                          | {{{teamA}}} | –              | {{{teamB}}} |  |
| 19 серпня 2004 09:30 | Рахунок за періодами: 3-1, 2-1, 1-1, 3-2 |             |                |             |  |
| 19 серпня 2004 09:30 | Александар Шапич 3                       | Голів       | Євген Жиляєв 3 |             |  |

| 21 серпня 2004 21:00 |                                          | {{{teamA}}} | –             | {{{teamB}}} |  |
| 21 серпня 2004 21:00 | Рахунок за періодами: 2-1, 4-2, 3-3, 2-2 |             |               |             |  |
| 21 серпня 2004 21:00 | Александар Шапич 5                       | Голів       | 3 гравця по 2 |             |  |

| 23 серпня 2004 21:00 |                                          | {{{teamA}}} | –                  | {{{teamB}}} |  |
| 23 серпня 2004 21:00 | Рахунок за періодами: 1-2, 1-2, 1-3, 1-2 |             |                    |             |  |
| 23 серпня 2004 21:00 | 4 гравці по 1                            | Голів       | Александар Шапич 3 |             |  |

Чвертьфінал
| 25 серпня 2004 18:15 |                                          | {{{teamA}}} | –           | {{{teamB}}} |  |
| 25 серпня 2004 18:15 | Рахунок за періодами: 3-2, 2-0, 0-2, 2-1 |             |             |             |  |
| 25 серпня 2004 18:15 | Александар Шапич 3                       | Голів       | 5 гравців 1 |             |  |

Півфінал
| 27 серпня 2004 21:00 |                                          | {{{teamA}}} | –               | {{{teamB}}} |  |
| 27 серпня 2004 21:00 | Рахунок за періодами: 1-2, 1-3, 1-1, 0-1 |             |                 |             |  |
| 27 серпня 2004 21:00 | три гравці по 1                          | Голів       | Предраг Йокич 2 |             |  |

Фінал
| 29 серпня 2004 17:30 |                                          | {{{teamA}}} | –                  | {{{teamB}}} |  |
| 29 серпня 2004 17:30 | Рахунок за періодами: 2-3, 3-2, 0-2, 3-0 |             |                    |             |  |
| 29 серпня 2004 17:30 | Дьордь Кішш 4                            | Голів       | Александар Шапич 2 |             |  |

Результат

## Волейбол

### Чоловічий турнір
Груповий етап
| п о р | п о р                | п о р | Матчів | Матчів | Сети | Сети | Сети  | М'ячі | М'ячі | М'ячі |
| Місце | Команда              | Очки  | В      | П      | В    | П    | В:П   | В     | П     | В:П   |
| ----- | -------------------- | ----- | ------ | ------ | ---- | ---- | ----- | ----- | ----- | ----- |
| 1     | Сербія та Чорногорія | 9     | 4      | 1      | 12   | 6    | 2.000 | 427   | 398   | 1.073 |
| 2     | Греція               | 8     | 3      | 2      | 12   | 9    | 1.333 | 475   | 454   | 1.046 |
| 3     | Аргентина            | 8     | 3      | 2      | 12   | 9    | 1.333 | 471   | 457   | 1.031 |
| 4     | Польща               | 8     | 3      | 2      | 10   | 9    | 1.111 | 422   | 419   | 1.007 |
| 5     | Франція              | 7     | 2      | 3      | 8    | 10   | 0.800 | 405   | 394   | 1.028 |
| 6     | Туніс                | 5     | 0      | 5      | 4    | 15   | 0.267 | 373   | 451   | 0.827 |

| 15 серпня 2004 09:00 | Сербія та Чорногорія  | 0–3 | Польща | Стадіон миру та дружби Attendance: 2,000 Referee(s): Бела Гобор (HUN), Луціано Гаспарі (ITA) Report(s): result |
| 15 серпня 2004 09:00 | (21–25, 17–25, 16–25) |     |        | Стадіон миру та дружби Attendance: 2,000 Referee(s): Бела Гобор (HUN), Луціано Гаспарі (ITA) Report(s): result |

| 17 серпня 2004 11:25 | Франція               | 0–3 | Сербія та Чорногорія | Стадіон миру та дружби Attendance: 1,000 Referee(s): Франк Лойтгойззер (GER), Бела Гобор (HUN) Report(s): result |
| 17 серпня 2004 11:25 | (21–25, 28–30, 22–25) |     |                      | Стадіон миру та дружби Attendance: 1,000 Referee(s): Франк Лойтгойззер (GER), Бела Гобор (HUN) Report(s): result |

| 19 серпня 2004 16:00 | Сербія та Чорногорія  | 3–0 | Туніс | Стадіон миру та дружби Attendance: 3,430 Referee(s): Абдулла Аль-Хелайфі (KSA), Валдір Деллаква (BRA) Report(s): result |
| 19 серпня 2004 16:00 | (25–16, 25–18, 25–21) |     |       | Стадіон миру та дружби Attendance: 3,430 Referee(s): Абдулла Аль-Хелайфі (KSA), Валдір Деллаква (BRA) Report(s): result |

| 21 серпня 2004 16:10 | Аргентина                    | 1–3 | Сербія та Чорногорія | Стадіон миру та дружби Attendance: 4,826 Referee(s): Фернандо Нава (MEX), Нін Ван (CHN) Report(s): result |
| 21 серпня 2004 16:10 | (25–21, 17–25, 21–25, 23–25) |     |                      | Стадіон миру та дружби Attendance: 4,826 Referee(s): Фернандо Нава (MEX), Нін Ван (CHN) Report(s): result |

| 23 серпня 2004 19:30 | Сербія та Чорногорія                | 3–2 | Греція | Стадіон миру та дружби Attendance: 9,415 Referee(s): Луціано Гаспарі (ITA), Ярмо Саломен (FIN) Report(s): result |
| 23 серпня 2004 19:30 | (21–25, 38–36, 25–13, 23–25, 15–12) |     |        | Стадіон миру та дружби Attendance: 9,415 Referee(s): Луціано Гаспарі (ITA), Ярмо Саломен (FIN) Report(s): result |

Чвертьфінал
| 25 серпня 2004 14:00 | Сербія та Чорногорія         | 1–3 | Росія | Стадіон миру та дружби Attendance: 8,850 Referee(s): Ярмо Салонен (FIN), Франк Лойтгауззер (GER) Report(s): result |
| 25 серпня 2004 14:00 | (27–29, 25–23, 25–27, 26–28) |     |       | Стадіон миру та дружби Attendance: 8,850 Referee(s): Ярмо Салонен (FIN), Франк Лойтгауззер (GER) Report(s): result |

## Дзюдо
Чоловіки
| Спортсмен       | Категорія        | Попередній раунд                  | 1/32                                  | 1/16               | Чвертьфінал        | Півфінал           | Втішний раунд 1    | Втішний раунд 2    | Втішний раунд 3    | Фінал / ББ         | Фінал / ББ |
| Спортсмен       | Категорія        | Суперник Результат                | Суперник Результат                    | Суперник Результат | Суперник Результат | Суперник Результат | Суперник Результат | Суперник Результат | Суперник Результат | Суперник Результат | Місце      |
| --------------- | ---------------- | --------------------------------- | ------------------------------------- | ------------------ | ------------------ | ------------------ | ------------------ | ------------------ | ------------------ | ------------------ | ---------- |
| Мілош Міялкович | −66 кг, чоловіки | Мурат Калікулов (UZB) W 0101–0100 | Муратбек Кипшакбаєв (KAZ) L 0001–0002 | завершив змагання  | завершив змагання  | завершив змагання  | завершив змагання  | завершив змагання  | завершив змагання  | завершив змагання  |            |

## Легка атлетика
Трекові та шосейні дисципліни
| Спортсмен          | Дисципліна                   | Гіт       | Гіт   | Чвертьфінал | Чвертьфінал | Півфінал   | Півфінал   | Фінал      | Фінал      |
| Спортсмен          | Дисципліна                   | Результат | Місце | Результат   | Місце       | Результат  | Місце      | Результат  | Місце      |
| ------------------ | ---------------------------- | --------- | ----- | ----------- | ----------- | ---------- | ---------- | ---------- | ---------- |
| Предраг Филипович  | ходьба на 20 км, чоловіки    | Н/Д       | Н/Д   | Н/Д         | Н/Д         | Н/Д        | Н/Д        | 1:31:35    | 39         |
| Ненад Лончар       | 110 м з бар'є'рами, чоловіки | 14.02     | 8     | не пройшов  | не пройшов  | не пройшов | не пройшов | не пройшов | не пройшов |
| Александар Ракович | ходьба на 50 км, чоловіки    | Н/Д       | Н/Д   | Н/Д         | Н/Д         | Н/Д        | Н/Д        | 4:02:06    | 23         |
| Олівера Євтич      | марафон, жінки               | Н/Д       | Н/Д   | Н/Д         | Н/Д         | Н/Д        | Н/Д        | 2:31:15    | 6          |

Польові дисципліни
| Спортсмен         | Дисципліна                 | Кваліфікація | Кваліфікація | Фінал      | Фінал      |
| Спортсмен         | Дисципліна                 | Відстань     | Місце        | Відстань   | Місце      |
| ----------------- | -------------------------- | ------------ | ------------ | ---------- | ---------- |
| Драган Перич      | штовхання ядра, чоловіки   | 18.91        | 32           | не пройшов | не пройшов |
| Драгутин Топич    | стрибки у висоту, чоловіки | 2.28         | 9 Q          | 2.29       | 10         |
| Драгана Томашевич | метання диска, жінки       | 54.44        | 38           | не пройшла | не пройшла |

## Настільний теніс
| Спортсмен                             | Дисципліна         | Раунд 1                       | Раунд 2                           | Раунд 3                    | Раунд 4                               | Чвертьфінал                         | Півфінал           | Фінал              | Фінал      |           |
| Спортсмен                             | Дисципліна         | Суперник Результат            | Суперник Результат                | Суперник Результат         | Суперник Результат                    | Суперник Результат                  | Суперник Результат | Суперник Результат | Місце      |           |
| ------------------------------------- | ------------------ | ----------------------------- | --------------------------------- | -------------------------- | ------------------------------------- | ----------------------------------- | ------------------ | ------------------ | ---------- | --------- |
| Слободан Груїч                        | одиночні, чоловіки | Bye                           | Лю Сон (ARG) L 1–4                | не пройшов                 | не пройшов                            | не пройшов                          | не пройшов         | не пройшов         | не пройшов |           |
| Александар Каракашевич                | одиночні, чоловіки | Халід Аль-Харбі (KSA) W 4–0   | Веньгуань Джонні Гуан (CAN) W 4–2 | Ян-Уве Валднер (SWE) L 2–4 | не пройшов                            | не пройшов                          | не пройшов         | не пройшов         | не пройшов |           |
| Слободан Груїч Александар Каракашевич | пари, чоловіки     | Н/Д                           | Bye                               | Bye                        | Акіра Кіто / ТОшіо Тасакі (JPN) W 4–1 | Ко Лай Чак Lai / Лі Чін (HKG) L 1–4 | не прошли          | не прошли          | не прошли  | не прошли |
| Сільвія Енделі                        | одиночні, жінки    | Несріне Бен Кахія (TUN) W 4–0 | Цзін Цзюнгон (SIN) L 2–4          | не прошла                  | не прошла                             | не прошла                           | не прошла          | не прошла          | не прошла  |           |

## Плавання
Жінки
| Спортсмен             | Дисципліна                           | Гіт     | Гіт   | Півфінал   | Півфінал   | Фінал      | Фінал      |
| Спортсмен             | Дисципліна                           | Час     | Місце | Час        | Місце      | Час        | Місце      |
| --------------------- | ------------------------------------ | ------- | ----- | ---------- | ---------- | ---------- | ---------- |
| Ігор Беретич          | 100 м брасом (чоловіки)              | 59.38   | 40    | не пройшов | не пройшов | не пройшов | не пройшов |
| Милорад Чавич         | 50 метрів вільним стилем (чоловіки)  | 23.05   | 31    | не пройшов | не пройшов | не пройшов | не пройшов |
| Милорад Чавич         | 100 метрів вільним стилем (чоловіки) | 49.74   | 19    | не пройшов | не пройшов | не пройшов | не пройшов |
| Милорад Чавич         | 100 м батерфляєм (чоловіки)          | 52.44   | 4 Q   | 53.12      | 16         | не пройшов | не пройшов |
| Ігор Ергартич         | 200 метрів вільним стилем (чоловіки) | 1:54.21 | 48    | не пройшов | не пройшов | не пройшов | не пройшов |
| Владан Маркович       | 200 м батерфляєм (чоловіки)          | 2:04.77 | 31    | не пройшов | не пройшов | не пройшов | не пройшов |
| Младен Тепавчевич     | 100 м брасом (чоловіки)              | 1:03.52 | 29    | не пройшов | не пройшов | не пройшов | не пройшов |
| Марина Куч            | 100 м брасом (жінки)                 | 1:11.27 | 22    | не пройшла | не пройшла | не пройшла | не пройшла |
| Марина Куч            | 200 м брасом (жінки)                 | 2:30.39 | 13 Q  | 2:31.77    | 15         | не пройшла | не пройшла |
| Мирослава Найдановскі | 50 метрів вільним стилем (жінки)     | 27.18   | 43    | не пройшла | не пройшла | не пройшла | не пройшла |

## Стрільба
| Спортсмен         | Дисципліна                                  | Чвертьфінал | Чвертьфінал | Фінал       | Фінал      |
| Спортсмен         | Дисципліна                                  | Бали        | Місце       | Бали        | Місце      |
| ----------------- | ------------------------------------------- | ----------- | ----------- | ----------- | ---------- |
| Стеван Плетикошич | пневматична гвинтівка, 10 м (чоловіки)      | 586         | =39         | не пройшов  | не пройшов |
| Стеван Плетикошич | гвинтівка лежачи, 50 м (чоловіки)           | 586         | =42         | не пройшов  | не пройшов |
| Стеван Плетикошич | гвинтівка з трьох положень, 50 м (чоловіки) | 1153        | 28          | не пройшов  | не пройшов |
| Андрія Златич     | пневматичний пістолет, 10 м (чоловіки)      | 579         | 13          | не пройшов  | не пройшов |
| Андрія Златич     | пістолет, 50 м (чоловіки)                   | 546         | 32          | не пройшов  | не пройшов |
| Ясна Шекарич      | пневматичний пістолет, 10 м (жінки)         | 387         | 1 Q         | 483.3 (9.4) | 2          |
| Ясна Шекарич      | пістолет, 25 м (жінки)                      | 579         | 9           | не пройшла  | не пройшла |

## Теніс
| Спортсмени    | Дисципліна               | 1/64                             | 1/32               | 1/16               | Чвертьфінал        | Півфінал           | Фінал              | Фінал      |
| Спортсмени    | Дисципліна               | Суперник Результат               | Суперник Результат | Суперник Результат | Суперник Результат | Суперник Результат | Суперник Результат | Місце      |
| ------------- | ------------------------ | -------------------------------- | ------------------ | ------------------ | ------------------ | ------------------ | ------------------ | ---------- |
| Єлена Янкович | жіночий одиночний турнір | Фабіола Сулуага (COL) L 4–6, 1–6 | не пройшла         | не пройшла         | не пройшла         | не пройшла         | не пройшла         | не пройшла |

## Футбол

### Чоловічий турнір
Склад команди
Головний тренер: Владимир Петрович
| №  | Поз. | Гравець            | Дата народження (вік)           | Ігри | Голи | Клуб               |
| -- | ---- | ------------------ | ------------------------------- | ---- | ---- | ------------------ |
| 1  |      | Нікола Милоєвич    | 16 квітня 1981 (вік 23 роки)    | 7    | 0    | Хайдук-Кула        |
| 2  |      | Милан Бишевац      | 31 серпня 1983 (вік 20 років)   | 4    | 0    | Црвена Звезда      |
| 3  |      | Боян Незірі        | 26 лютого 1982 (вік 22 роки)    | 5    | 0    | Металург (Донецьк) |
| 4  |      | Мілан Степанов     | 2 квітня 1983 (вік 21 рік)      | 0    | 0    | Воєводина          |
| 5  |      | Джордже Йокич      | 20 січня 1981 (вік 23 роки)     | 19   | 1    | ОФК Белград        |
| 6  |      | Марко Баша         | 29 грудня 1982 (вік 21 рік)     | 11   | 1    | ОФК Белград        |
| 7  |      | Деян Милованович   | 21 січня 1984 (вік 20 років)    | 13   | 3    | Црвена Звезда      |
| 8  |      | Goran Lovré        | 23 березня 1982 (вік 22 роки)   | 11   | 1    | Андерлехт          |
| 9  |      | Андрія Делібашич   | 24 квітня 1981 (вік 23 роки)    | 24   | 7    | Мальорка           |
| 10 |      | Симон Вукчевич     | 29 січня 1986 (вік 18 років)    | 3    | 1    | Партизан           |
| 11 |      | Ігор Матич         | 22 червня 1981 (вік 23 роки)    | 17   | 4    | ОФК Белград        |
| 12 |      | Бранимир Петрович  | 26 червня 1982 (вік 22 роки)    | 5    | 2    | Партизан           |
| 13 |      | Марко Ломич        | 13 вересня 1983 (вік 20 років)  | 0    | 0    | Железнік           |
| 14 |      | Бранко Лазаревич   | 14 травня 1984 (вік 20 років)   | 0    | 0    | Воєводина          |
| 15 |      | Милош Красич       | 1 листопада 1984 (вік 19 років) | 7    | 1    | ЦСКА Москва        |
| 16 |      | Нікола Никезич     | 13 червня 1981 (вік 23 роки)    | 3    | 0    | Сутьєска           |
| 17 |      | Срджан Радонжич    | 8 травня 1981 (вік 23 роки)     | 2    | 1    | Партизан           |
| 18 |      | Александар Чанович | 18 лютого 1983 (вік 21 рік)     | 0    | 0    | Воєводина          |

Груповий етап
Група С
| М | Країна              | І | В | Н | П | ГЗ | ГП | +/- | О |
| - | ------------------- | - | - | - | - | -- | -- | --- | - |
| 1 | Аргентина           | 3 | 3 | 0 | 0 | 9  | 0  | +9  | 9 |
| 2 | Австралія           | 3 | 1 | 1 | 1 | 6  | 3  | +3  | 4 |
| 3 | Туніс               | 3 | 1 | 1 | 1 | 4  | 5  | −1  | 4 |
| 4 | Сербія і Чорногорія | 3 | 0 | 0 | 3 | 3  | 14 | −11 | 0 |

| 11 серпня 20:30 |

| Аргентина                                                                                        | 6 – 0  | Сербія та Чорногорія |
| ------------------------------------------------------------------------------------------------ | ------ | -------------------- |
| Сесар Дельгадо 11' Кілі Гонсалес 17' Карлос Тевес 42', 43' Габрієль Гайнце 74' Мауро Росалес 77' | Report |                      |

| Пампелопоннісіако, Патри Глядачів: 14,675 Арбітр: Карлос Батрес (Гватемала) |

| 14 серпня 20:30 |

| Сербія та Чорногорія | 1 – 5  | Австралія                                                   |
| -------------------- | ------ | ----------------------------------------------------------- |
| Срджан Радоніч 72'   | Report | Тім Кегілл 11' Джон Алоїзі 45+1', 57' Ахмад Ельріх 60', 86' |

| Панкритіо (стадіон), Іракліон Глядачів: 8,857 Арбітр: Субхіддін Мохд Саллех (Малайзія) |

| 17 серпня 2004 20:30 |

| Сербія та Чорногорія                | 2 – 3  | Туніс                                                      |
| ----------------------------------- | ------ | ---------------------------------------------------------- |
| Мілош Красич 70' Симон Вукчевич 87' | Report | Жозе Клайтон 41' Могамед Джедіді 83' (пен.) Алі Зітуні 89' |

| Пампелопоннісіако, Патри Глядачів: 5,512 Арбітр: Чарльз Аріїтіма (Таїті) |